# Villefranche-de-Panat
 Villefranche-de-Panat  là một xã ở tỉnh Aveyron, thuộc vùng Occitanie ở miền nam nước Pháp.